# Rogadius serratus
Rogadius serratus är en fiskart som först beskrevs av Cuvier 1829.  Rogadius serratus ingår i släktet Rogadius och familjen Platycephalidae. Inga underarter finns listade i Catalogue of Life.